# ویپفراتال
ویپفراتال (به آلمانی: Wipfratal) یک شهر در آلمان است که در تورینگن واقع شده‌است. ویپفراتال  ۲٬۹۶۸ نفر جمعیت دارد.